# Najib Karim

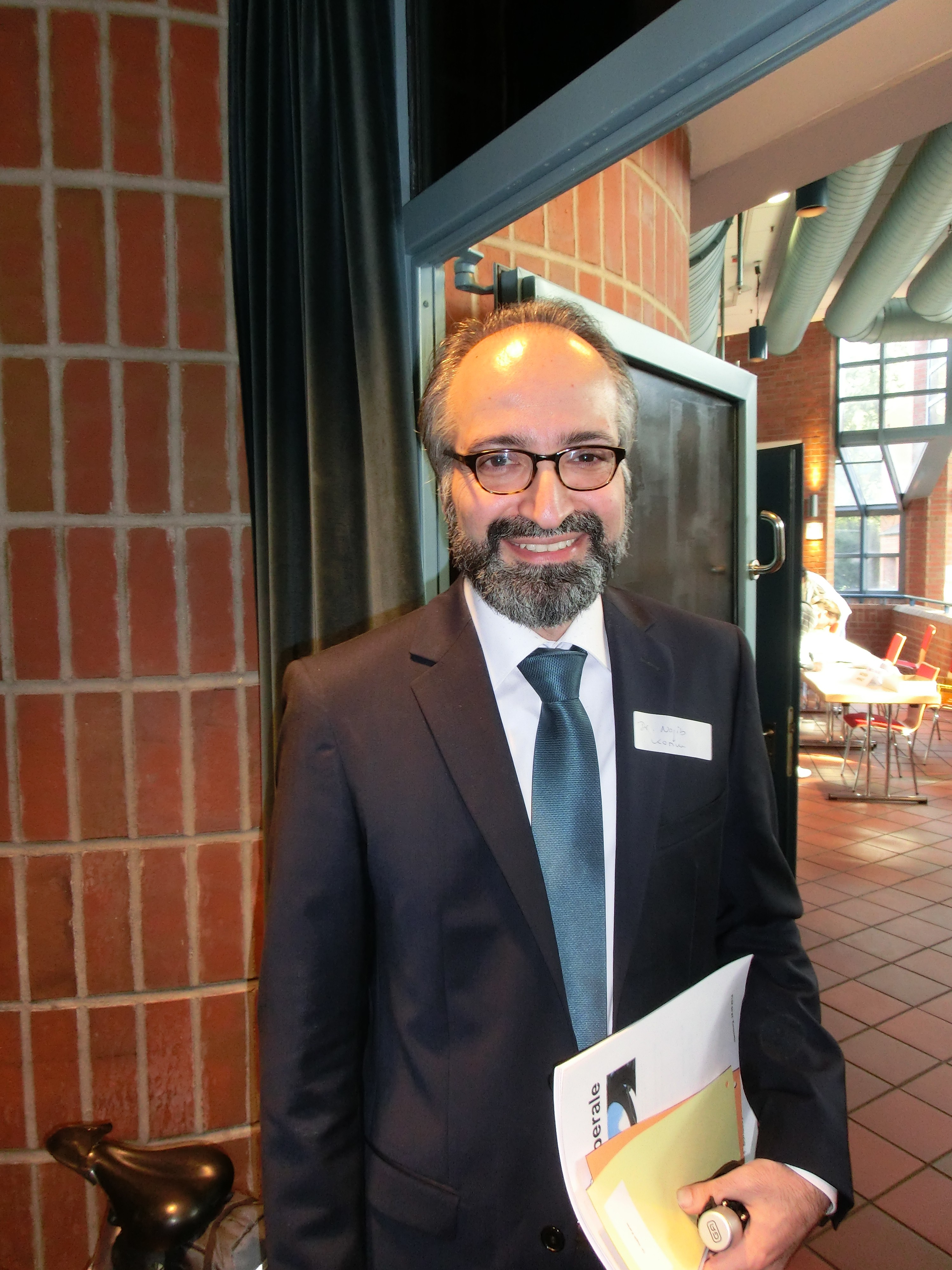
Najib Karim

Najibulla „Najib“ Karim (* 1973 in Kabul) ist ein deutscher Biochemiker und Politiker (FDP, Neue Liberale). Von September 2014  bis November 2015 war er zusammen mit Sylvia Canel Co-Bundesvorsitzender der Neuen Liberalen. Bis 2014 war er Mitglied der FDP.

## Ausbildung und Beruf
Karim studierte Biochemie und promovierte an der Medizinischen Hochschule Hannover zu einem Thema auf dem Gebiet der Experimentellen Chirurgie. Er ist als Unternehmensberater tätig und veröffentlichte im Onlinemagazin Tichys Einblick.

## Politik
2009 trat Karim in die FDP ein und war bis 2013 Europabeauftragter in Hamburg. Außerdem wurde er stellvertretender Landesvorsitzender. Karim war Kandidat der FDP Hamburg zur Bundestagswahl 2013 sowie zur Europawahl 2014.
Im September 2014 trat er aufgrund von Machtkämpfen aus der FDP aus und gründete zusammen mit Gleichgesinnten, wie Dieter Biallas und Sylvia Canel, die Partei Neue Liberale, die sich als sozialliberal im Gegensatz zum Marktliberalismus der FDP verstand.

## Persönliches
Karim wurde in Kabul geboren und lebt seit seinem sechsten Lebensjahr in Deutschland. Er wohnt in Hamburg.